# Dawid Borissowitsch Rjasanow

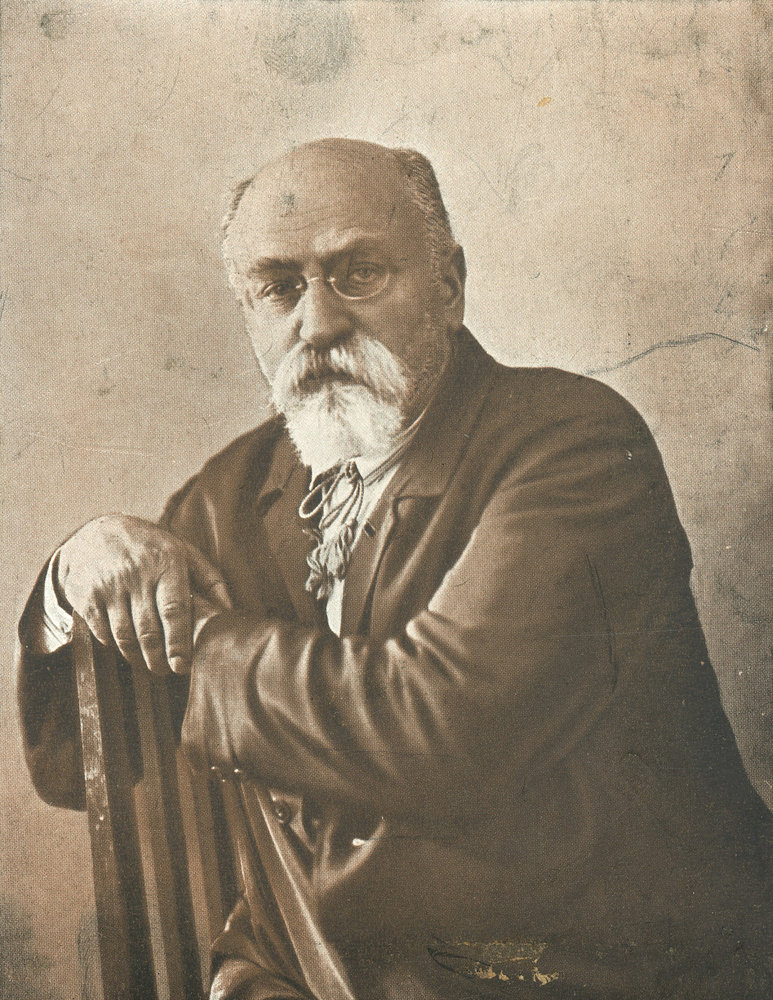
Rjasanow um 1923

Dawid Borissowitsch Rjasanow (russisch Давид Борисович Рязанов, eigentlich Dawid Borissowitsch Goldendach, Давид Борисович Гольдендах; * 10. März 1870 in Odessa; † 21. Januar 1938 in Saratow) war ein russischer Marxist und Archivar. In seiner Jugend ein Narodnik, wurde er in den 1920er Jahren als Leiter des Moskauer Marx-Engels-Instituts und erster Herausgeber vieler zuvor ungedruckter Werke von Karl Marx und Friedrich Engels bekannt.

## Leben
Rjasanow studierte Sozialwissenschaften und die Geschichte der Arbeiterbewegung und kam bereits vor dem Ersten Weltkrieg in Kontakt mit der internationalen Arbeiterbewegung, damals verkörpert vor allem durch die sozialdemokratischen Parteien Europas. Im Jahr 1909 erhielt er von einer Wiener Stiftung den Auftrag, die Protokolle und Dokumente der Ersten Internationale (IAA) herauszugeben – ein umfangreiches Projekt, für das er Archive in ganz Europa besuchte, das jedoch am Ausbruch des Ersten Weltkrieges scheiterte. Auf Vorschlag von Johann Heinrich Wilhelm Dietz wurde Rjasanow von August Bebel beauftragt, umfangreiche Überprüfungen und Ergänzungen für Bebels Buch Die Frau und der Sozialismus zu machen. Bebel bedankte sich für die „umfassende Hilfe“ von „N. Rjasanoff“ bei der Bearbeitung der Veränderungen für die 50. Auflage 1909.
Nach der Oktoberrevolution von 1917 war Rjasanow von 1921 bis 1931 Leiter des neu gegründeten Marx-Engels-Instituts (MEI) in Moskau, für das er in vielen Ländern Europas umfangreiche Nachlass-, Archivs- und Bibliotheksbestände aufkaufen ließ (Anfang der 1930er Jahre verfügte die Institutsbibliothek deshalb bereits über 450.000 Titel, außerdem besaß die Einrichtung ca. 15.000 Originaldokumente und 150.000 Photokopien historischer Schriftzeugnisse – etwa weiter Teile des Marx-Engels-Nachlasses). Diese Sammeltätigkeit war für Rjasanow die Voraussetzung umfassender Editionsvorhaben. Unter seiner Ägide veröffentlichte das Institut unter anderem eine 24-bändige Plechanow-Werkausgabe und begann mit der Publikation einer ersten russischsprachigen Marx-Engels-Werkausgabe in 28 Bänden (Sotschinenija1), von der unter Rjasanows Herausgeberschaft bis 1931 insgesamt zehn Bände vorgelegt wurden (Band I–III, V–VIII, XXI–XXIII; die weiteren Bände erschienen bis 1947 unter seinen Nachfolgern an der Institutsspitze). Seit den frühen 1920er Jahren bereitete Rjasanow außerdem die Herausgabe der ersten, historisch-kritischen Marx-Engels-Gesamtausgabe (MEGA1) vor, deren Bände I/1–I/2 und III/1–III/3 zwischen 1927 und 1930 unter seiner Leitung erscheinen konnten (bis zum Abbruch dieser Edition Mitte der 1930er Jahre folgten weitere sieben Bände). In Rjasanows Zeit an der Spitze des MEI veröffentlichte die Einrichtung mit ihren etwa 200 Mitarbeitern insgesamt über 150 Ausgaben wissenschaftlicher Werke, er selbst publizierte in diesem Zeitraum ca. 200 Arbeiten.
Mitte Februar 1931 wurde Rjasanow, der schon seit 1922 mehrfach in Konflikt mit Stalin geraten war, im unmittelbaren Vorfeld eines Schauprozesses, des sogenannten „Prozesses gegen die  Menschewistenzentrale“, der vom 1. bis 9. März 1931 in Moskau stattfand, in den Räumlichkeiten des MEI verhaftet, seiner Position an der Institutsspitze enthoben, aus der Partei ausgeschlossen und nach Saratow an der Wolga verbannt. Der Institutsmitarbeiter I. Rubin hatte Rajsanow mit unter Folter erzwungenen geradezu absurden Vorwürfen belastet. Leo Trotzki kommentierte die Verhaftung und Deportation seines Freundes Rjasanow 1931 mit den Worten: „Bei Rjasanow haben wir es mit einem Menschen zu tun, der mehr als vierzig Jahre lang an der revolutionären Bewegung teilgenommen hat [...]. Rjasanow wurde Opfer seines persönlichen Anstands. Der alte Revolutionär sagte sich: Mit zusammengebissenen Zähnen seine Zunge zu hüten, ist möglich, nicht aber, zu einem enthusiastischen Lakaien zu werden.“ Rjasanow konnte in der Verbannung zunächst weiter wissenschaftlich arbeiten, fiel dann aber dem Großen Terror zum Opfer. Er wurde 1937 wegen „Rechts-Trotzkismus“ verhaftet, Anfang 1938 zum Tode verurteilt und unmittelbar nach einer viertelstündigen geschlossenen Gerichtsverhandlung erschossen.
Seine Frau Anna Lwowna Rjasanowa kämpfte seit 1931 für eine Rehabilitierung ihres Mannes. Sie wurde 1937 als Frau eines „Volksfeindes“ zu acht Jahren Lagerhaft verurteilt und auch nach ihrer Freilassung nicht über das Schicksal Dawid Rjasanows informiert. Erst unter Chruschtschow konnte der Fall aufgerollt werden. Beide Rjasanows wurden 1958 rehabilitiert. Aber erst 1989/90 wurden Rjasanows Ausschlüsse aus der Partei und der Akademie der Wissenschaften rückgängig gemacht.
Von Rjasanow, der seinerzeit in Deutschland mit Karl Kautsky, Carl Grünberg und Friedrich Pollock in Briefwechsel stand, stammt ein Kommentar zu der in den deutschsprachigen Marx-Engels-Werken (MEW) nicht gedruckten Arbeit von Karl Marx „Revelations of the diplomatic history of the eighteenth century“, die 1856 bis 1857 in der Zeitung The Free Press von David Urquhart erschienen war.

## Zitat
„Ich bin kein Bolschewik, ich bin kein Menschewik, ich bin kein Leninist. Ich bin einzig ein Marxist, und, als Marxist, bin ich ein Kommunist.“

## David-Rjazanov-Preis
Der Berliner Verein zur Förderung der MEGA-Edition e. V. vergibt seit 2002 jährlich bzw. zweijährlich den David-Rjazanov-Preis für die „beste Nachwuchsarbeit auf dem Gebiet der Marx-Engels-Forschung und -Edition“. Bisherige Preisträger waren Roberto Fineschi (2002), Jana Swiderski (2003), Seijiro Kubo (2004), Falko Schmieder (2005), Marcello Musto (2006), Ingo Stützle (2008), Kolja Lindner (2010), Atsushi Tamaoka und ChangAn Chen (2012), Anna-Sophie Schönfelder (2017) und Kaan Kangal (2019),

## Schriften
Als Herausgeber
- Gesammelte Schriften von Karl Marx und Friedrich Engels 1852-1862. 2 Bände. Dietz, Stuttgart 1917.
- Karl Marx als Denker, Mensch und Revolutionär. Ein Sammelbuch. Verlag für Literatur und Politik, Wien 1928.
- Marx-Engels-Archiv. Zeitschrift des Marx-Engels Instituts in Moskau. 2 Bände. Marx-Engels-Archiv Verlagsgesellschaft, Frankfurt am Main 1925 und 1927. (Politladen-Reprint, Erlangen 1971)

MEGA1
Marx, Karl; Engels, Friedrich: Historisch-kritische Gesamtausgabe. Werke/Schriften/Briefe. Im Auftrage des Marx-Engels-Instituts Moskau herausgegeben von D. Rjazanov.
- Erste Abteilung, Band 1, Erster Halbband: Marx, Karl: Werke und Schriften bis Anfang 1844 nebst Briefen und Dokumenten. Frankfurt a. M. 1927, LXXXIV, 626 S.
  - Rjasanows Vorwort zur Gesamtausgabe (Band I/1.1, S. IX–XXVIII) In: Utopie kreativ, Dezember 2007, Heft 206, S. 1095–1011; das-kapital-lesen.de (PDF; 0,1 MB).
- Erste Abteilung, Band 1, Zweiter Halbband: Karl Marx: Werke und Schriften bis Anfang 1844 nebst Briefen und Dokumenten. Jugendarbeiten, Nachträge, Briefe und Dokumente. Berlin 1929, XLV, 371 S.
- Erste Abteilung, Band 2: Friedrich Engels: Werke und Schriften bis Anfang 1844 nebst Briefen und Dokumenten. Berlin 1930, LXXXII, 691 S.
- Dritte Abteilung, Band 1: Karl Marx, Friedrich Engels: Briefwechsel. Der Briefwechsel zwischen Marx und Engels 1844–1853. Berlin 1929, L, 539 S.
- Dritte Abteilung, Band 2: Karl Marx, Friedrich Engels: Briefwechsel. Der Briefwechsel zwischen Marx und Engels 1854–1860. Berlin 1930, XXI, 564 S.
- Dritte Abteilung, Band 3: Karl Marx, Friedrich Engels: Briefwechsel. Der Briefwechsel zwischen Marx und Engels 1861–1867. Berlin 1930, XXIII, 488 S.

Als Autor
- Marx und Engels (nicht nur) für Anfänger. Verein Gesellschaft und Politik Wien, 2023, ISBN 978-3-902988-23-2. (Neun Vorträge, die Dawid Rjasanow 1922 vor revolutionären Arbeitern in Moskau hielt)
- Die Aufhebung der Leibeigenschaft in Rußland
  - In: Die Neue Zeit. Wochenschrift der deutschen Sozialdemokratie. 23. Jg. (1904–1905), 1. Band (1905), Heft 20, S. 636–643. Digitalisat FES
  - In: Die Neue Zeit. Wochenschrift der deutschen Sozialdemokratie. 23. Jg. (1904–1905), 1. Band (1905), Heft 21, S. 679–686. Digitalisat FES
  - Schluß. In: Die Neue Zeit. Wochenschrift der deutschen Sozialdemokratie. 23. Jg. (1904–1905), 1. Band (1905), Heft 22, S. 731–736. Digitalisat FES
- Owen und Ricardo. Zum 50. Todestag von Robert Owens (17. November).
  - In: Die Neue Zeit. Wochenschrift der deutschen Sozialdemokratie. 27. Jg. (1908–1909), 1. Band (1909), Heft 7, S. 212–219. Digitalisat FES
  - In: Die Neue Zeit. Wochenschrift der deutschen Sozialdemokratie. 27. Jg. (1908–1909), 1. Band (1909), Heft 8, S. 269–275. Digitalisat FES
- Karl Marx über den Ursprung der Vorherrschaft Rußlands in Europa. Kritische Untersuchungen. (=Ergänzungshefte zur Neuen Zeit 5). Dietz, Stuttgart 1909. Digitalisat FES
- Marx als Verleumder. In: Die Neue Zeit. Wochenschrift der deutschen Sozialdemokratie. 29. Jg. (1910–1911), 1. Band (1911), Heft 9, S. 278–286. Digitalisat FES
- Marx und seine russischen Bekannten in den vierziger Jahren.
  - In: Die Neue Zeit. Wochenschrift der deutschen Sozialdemokratie. 31. Jg. (1912–1913), 1. Band (1913), Heft 20, S. 715–721. Digitalisat FES
  - In: Die Neue Zeit. Wochenschrift der deutschen Sozialdemokratie. 31. Jg. (1912–1913), 1. Band (1913), Heft 21, S. 757–766. Digitalisat FES
- Marx' Bekenntnisse. In: Die Neue Zeit. Wochenschrift der deutschen Sozialdemokratie. 31. Jg. (1912–1913), 1. Band (1913), Heft 24, S. 854–862. Digitalisat FES
- Ein Beitrag zur Geschichte der Internationale. Zwei unbekannte Artikel von Friedrich Engels und Karl Marx. Einleitung. In: Die Neue Zeit. Wochenschrift der deutschen Sozialdemokratie. 32. Jg. (1913–1914), 1. Band (1914), Heft 1, S. 8–6. Digitalisat FES
- Sozialdemokratische Flagge und anarchistische Ware. Ein Beitrag zur Parteigeschichte.[16]
  - In: Die Neue Zeit. Wochenschrift der deutschen Sozialdemokratie. 32. Jg. (1913–1914), 1. Band (1914), Heft 5, S. 150–161. Digitalisat FES
  - In: Die Neue Zeit. Wochenschrift der deutschen Sozialdemokratie. 32. Jg. (1913–1914), 1. Band (1914), Heft 7, S. 226–239. Digitalisat FES
  - In: Die Neue Zeit. Wochenschrift der deutschen Sozialdemokratie. 32. Jg. (1913–1914), 1. Band (1914), Heft 8, S. 265–272. Digitalisat FES
  - In: Die Neue Zeit. Wochenschrift der deutschen Sozialdemokratie. 32. Jg. (1913–1914), 1. Band (1914), Heft 9, S. 320–333. Digitalisat FES
  - In: Die Neue Zeit. Wochenschrift der deutschen Sozialdemokratie. 32. Jg. (1913–1914), 1. Band (1914), Heft 10, S. 360–376. Digitalisat FES
- Geschichtsschreibung ohne Gänsefüßchen. In: Die Neue Zeit. Wochenschrift der deutschen Sozialdemokratie. 32. Jg. (1913–1914), 1. Band (1914), Heft 13, S. 473–479. Digitalisat FES
- Karl Marx über China. Labour Monthly, February 1926.
- Karl Marx and Friedrich Engels. International Publishers, New York 1927. (auch unter dem Titel Marx und Engels (nicht nur) für Anfänger. Rotbuch, Berlin 1973, Neuauflage 2014)
- Anti-Djuring ; Fridrich ·Engel's.Perevorot v nauke, proizved. g. Evgeniem Djuringom. Pod red. i s vved. D. Rjazanova. Gos. Izd., Moskva Leningrad 1929
- The Relations of Marx with Blanqui. Labour Monthly, August 1928.